# 台灣勞工運動
臺灣勞工運動為發生在臺灣的勞工運動。

## 勞工團體
- 工人立法行動委員會（簡稱工委會），1992年成立，2006年改組為人民火大行動聯盟(簡稱火盟)，2011年登記為政黨人民民主陣線，是秋鬥活動的創始及主辦單位，主張不統不獨、等距外交。[1]
- 台灣勞工法律支援會（簡稱勞支會），1984年成立，解嚴後改名為台灣勞工運動支援會，1987年，夏潮人士因籌組工黨而退出勞支會，新潮流中佔大多數的自由派人士也在幾次路線爭議後退出勞支會；其後勞支會屢經改組、改名，1992年改名為台灣勞工陣線（簡稱勞陣），與民進黨新潮流系關係密切，獨派色彩鮮明。[1]
- 勞動人權協會（簡稱勞權會），夏潮人士另組勞動黨與勞權會，統派色彩鮮明。[1]
- 工黨，1987年成立，工黨在成立半年後分裂，夏潮人士另組勞動黨與勞權會。
- 勞動黨，勞動黨源於遠東化纖罷工事件的遠東化纖產業工會，成立於1989年3月29日。創黨時，核心幹部曾考慮起名台灣共產黨，但鑒於當時解嚴不久，反共思潮仍很普遍，遂定名為勞動黨，現任黨主席任兩岸和平發展論壇召集人。統派立場較鮮明[2]。
- 全國自主勞工聯盟（簡稱自主工聯），1988年成立，是第一個體制外的總工會組織。
- 中華民國全國總工會（簡稱全總），1948年在南京成立，後隨中華民國政府遷到台灣，在1997年工會自由化以前，是中華民國唯一合法的全國性總工會，威權時期由國民黨控制。
- 台灣總工會，1948年在台北成立，前身為台灣省總工會，後隨著1998年精省，更改成現名。
- 全國產業總工會（簡稱全產總），約在1997年開始籌組，2000年成為第一個獲官方承認的勞工自發性產業總工會組織，扁政府時期與民進黨關係密切，馬政府時期與國民黨關係密切。
- 團結工聯，由不滿全產總的工會組織集結成立，約在2007年開始籌組[3]。
- 國公營事業工會，並非單一組織，而是指各大國公營事業的工會組織，其中不少由於動員能力較大，在台灣勞工運動史上扮演了重要的角色，如曾發動過罷工的台灣鐵路工會、中華電信工會等。也曾多次串聯進行遊行、抗議，如公營事業工會聯合會（1994年底成立，1995年「七一四反財團、反侵佔、捍衛工作權」遊行），公營事業工會大聯盟（1999年成立，2003年1127靜坐）、國公營工會大聯盟（2013年202遊行）等。
- 台灣工會監督企業社會責任大聯盟（簡稱：台灣工會大聯盟，Taiwan Union Monitor CSR），2015年3月成立。推動證券交易法第十四條之七增訂條文，上市公司應置勞工董事。
- 2016工鬥連線，2015年10月8日，由40多個工運團體、學生團體彼此串連成立。提出「五鬥一案」：五鬥是「年金鬥基本保障」、「長照鬥老殘安養」、「約聘僱鬥正規聘僱」、「醫護消鬥全民健康」、「勞動者鬥政治罷工」，一案是「解決國道關廠案」。

## 台灣各時期歷史

### 日治時期（1895—1945年）
1927年1月，連溫卿取得台灣文化協會實權，蔣渭水退出改組台灣民眾黨。1927年3月，在連溫卿與新文協的協助下，成立台北機械工會，之後又成立了臺灣機械工會聯合會，並開始籌組「台灣勞工運動統一聯盟」。1928年2月19日，蔣渭水與台灣民眾黨的協助下，臺灣工友總聯盟成立，是臺灣日治時期第一個全島性工人運動組織，成立一年後加盟團體即達到65個。 2月21日，團結在台灣中國移工，成立了「台北華僑總工會」。
1928年4月15日，台灣留俄青年在共產國際指導下，於上海法租界成立台灣共產黨，是台灣歷史上第一個共產主義政黨。
台灣勞工運動主要分為兩個路線，連溫卿及新文協採取較激進方式抗爭，促成了高雄台灣鐵工所、嘉義營林所、日華紡織台北工廠等罷工事件，但1929年11月，新文協內的台灣共產黨勢力抬頭，連溫卿遭開除而退出社會運動，加上主要工運幹部遭逮捕後，就此銷聲匿跡。
蔣渭水及臺灣工友總聯盟也發起了包括高雄機械工友會對淺野水泥廠的罷工事件等多起罷工事件，但1930年代日本政府開始鎮壓左派運動，1931年蔣渭水去世、台灣民眾黨遭禁，臺灣工友總聯盟勢力也日漸衰退，而另一方面，台灣共產黨黨員遭大舉逮捕入獄，台共瓦解。

### 戰後初期至解嚴前（1945—1987年）
二戰後初期相繼發生了二二八事件、宣佈戒嚴、省工委瓦解、白色恐怖，勞工運動從此一蹶不振。而1948年在南京成立的中華民國全國總工會(簡稱全總)，隨著中華民國政府遷到台灣，並成為唯一的全國性總工會，但直到1976年才召開第一次代表大會，且因為經費等政治因素，長期僅是做為政府的非正式編制部門存在，而非以勞工為利益的社會團體。
1970年，工人作家楊青矗，在報刊發表以勞動者為主角的小說，1975年集結成《工廠人》出版，1978年出版《工廠女兒圈》。
1975年，位在新竹縣新埔鎮的遠東化纖公司，工人籌資遠東化纖工會第一次向新竹縣政府提出申請，被以藉口拖延，直到1977年正式核准成立，1986年，工人完全掌握工會理監事，並設置罷工基金。
1976年2月28日，《夏潮》雜誌創刊，內容為反帝國主義、反資本主義以及反制式歷史教育教育文化體系，開啟左翼的知識論述運動。
80年代，勞資糾紛不斷，1984年5月黨外人士組成「台灣勞工法律支援會」，協助處理勞資糾紛。1984年8月，在美國貿易逆差施壓下通過的勞動基準法公佈實施。
1984年6月20日，海山煤礦災變，該次災變共造成72死，大多是阿美族礦工。海山礦災事發後，礦主故意拖延向臺灣省礦務局報告時間達三小時，意圖改變現場、湮滅証據。同年7月10日，同縣瑞芳鎮發生煤山煤礦災變（103死）；同年12月5日，同縣三峽鎮海山一坑煤礦也釀巨災（93死），一連串事故敲響臺灣煤礦業之喪鐘。之後因本地煤的價格競爭力不如進口煤，台灣僅有的幾處煤礦陸續停採關閉。
1985年，新竹玻璃公司董事長捲款潛逃，使得財務困難的工廠停工，氣憤的員工自力救濟，組織臨時管理委員會，自行接管公司的生產與營運，以籌募員工資遣費。資方不斷透過黨、政壓力，逼工人交出工廠。1986年3月，政府協助公司重組董事會，要求臨時管理委員會釋出管理權，1986年9月，新竹地方法院裁定新坡公司重整，再度要求臨管會解散。10月新竹地檢署直接查扣帳冊，並收押臨管會主委。
1985年11月，人間雜誌創刊，該雜誌以富有特色的報導攝影、深入追求真相的文學描述及豐富的社會關懷形成其獨特風格。
1986年9月28日，民主進步黨成立。
1987年6月，爆發國父紀念館、高雄市立文化中心共約五十多名的女性員工，因與館方切結約定，凡是女性員工年滿三十歲，或是結婚、懷孕就自動離職，而被迫離職。婦女新知基金會積極聲援女工並投入研擬《兩性工作平等法》。
1987年7月14日宣佈解嚴，8月，內政部勞工司改制升格為中央行政層級的勞工部門「行政院勞工委員會」。
1987年11月1日工黨成立，成為解嚴後第一個以工人為主要訴求的政黨，而後許多勞工團體相繼成立，勞工運動開始興盛。

### 解嚴後的李登輝政府時期（1988—2000年）
1988年1月13日，時任國民黨主席及中華民國總統的蔣經國逝世，李登輝以副總統身份繼任總統。

#### 桃園客運罷工事件
1988年是台灣勞工運動很重要的一年，2月14日，桃園汽車客運公司產業工會發動罷工，抗議公司不合理的年終獎金、加班費、強迫加班與改善休假制度，提出三項訴求：
1. 司機每月休假四天。
2. 過年春節休假三天，不能強迫加班。除夕、初一、初二這三天，加班費由一百元提高為一千元。
3. 春節獎金發放合理不能獨厚公司管理階層。

這件事引發了台灣各地一連串的客運工人籌組工會與罷工潮，如南部高雄客運、新營客運，中部苗栗客運、彰化客運、員林客運、豐原客運，東部宜蘭客運。

#### 台灣鐵路管理局司機員罷工事件
1988年5月1日，臺鐵火車司機員聯誼會以「集體休假」名義進行罷駛，抗議苛扣火車司機加班費。台灣戰後第一件大規模的工運罷工事件，也是1950年代後至今台灣最大的罷工事件。該罷工事件參與者為台灣鐵路管理局所轄，俗稱「火車司機」的機車「司機員」，罷工人員約有1400人。該次罷工事件導火線為行政院相關部會將「公務員兼具勞工身分」的火車司機認定為「公務員」，以致不遵守《勞動基準法》規定，苛扣火車司機「加班費」。

#### 石油工會七一五大遊行
1988年7月15日，成為自主工會後的石油工會發動集體抗爭，各分會包括總共動員二千多名員工，向經濟部提出有關調薪、考績、獎金和人事制度調整的要求。國營事業工會第一次街頭遊行。
訴求：1.公平合理調整薪資結構，提高基層待遇。2.依法定上限提撥職工福利金。3.發給績效獎金。4.取消考績甲等人數1/2限制。5.公司有盈餘時，應發放紅利或年終獎金。6.明定『公務人員兼具勞工身分』，依（勞基法第84條、84條之2），並退還自提儲金。7.儘速制定輪班福利法。8.廢除分類評價雙軌制，力求「人事管理制度一元化」。9.發還勞基法公佈後應發未發之工資。10.中國石化公司員工權益定位未確定前，反對股票上市。

#### 苗栗客運罷工事件與「二法一案」大遊行
1988年8月1日，苗栗客運罷工事件，政府不再用和事佬的姿態來掩飾親資的本質，用警察、法院命令、修法來壓制工人運動，工人也察覺到抗爭層級的提昇，18日赴勞委會門口抗爭，此事件後張俊明、汪立峽、曾茂興等5名工運人士移送法辦，引發了工運團體於11月12日舉辦「二法一案」大遊行進行聲援，訴求訴求《工會法》、《勞動基準法》修正（二法），以及聲援因1988年苗栗客運罷工事件遭法辦的五位工運人士（一案），首次全國性工會聯合行動，首次工人為主體為法案議題遊行。
張俊明、汪立峽、曾茂興等三人被訴及判決經過
1988年12月17日，桃園客運產業工會常務理事曾茂興、苗栗汽車客運公司產業工會張俊明以及汪立峽等三人被檢察官以違反勞資爭議處法第8條、刑法第153條2款及第304條起訴。
起訴意旨略為，被告明知在調解期間，勞方不得罷工，仍在會員大會中公開演講，並假開會之名行罷工之實，並煽惑全體會員到苗栗客運頭份總站懸掛白布條，禁止車輛進出，並利用人多勢眾脅迫前來支援之司機不要開車，且喝令乘客下車，而有觸犯勞資爭議處法第8條、刑法第153條2款煽惑他人違背法令罪及第304條強制罪之罪嫌。
1989年7月27日，台灣新竹地方法院以曾茂興等三人以演說公然煽惑他人違背法令，各處有期徒刑三個月，緩刑兩年。張俊明、曾茂興被訴妨害自由部分無罪。該三人不服，上訴至台灣高等法院，台灣高等法院於1989年11月17日以上訴無理由駁回，全案因此確定。

#### 新光紡織士林廠關廠抗爭事件
1988年10月30日，新光紡織士林廠關廠抗爭事件，員工進行了為期二個多月的抗爭，要求勞委會針對資方的片面關廠無法可治的窘境擬定對策，當時就喊出了要訂定《關廠法》的訴求。新光工人的抗爭方式有幾個特色：其一為歌唱，原住民少女以歌聲抒發心聲；其二為利用臺灣原住民歌曲及舞蹈，於抗爭現場鼓舞士氣，並回報聲援的工運人士。這次抗爭造就第一張工人抗爭歌曲的錄音帶。

#### 自主工聯
1989年12月25日，遠東化纖、中興紙廠、大魯閣、桃園航勤、桃園客運、中興紡織、台南紡織、厚生、新海瓦斯、大同三峽廠、華隆頭份廠、台鐵員工聯誼會等12個自主工會，組成了「自主工聯」，選出會長為曾茂興（桃客），副會長為方來進（國際紡織），執行委員：王耀梓（基客）、楊錦章（台鐵）、劉庸（大同）、毛振飛（桃勤）、徐正焜（遠化），是第一個體制外的總工會組織。
台灣石油工會也在這年7月15日走上街頭，提出包括調薪、考績、獎金和人事制度調整等要求，這是國公營事業工會第一次走上街頭。9月，新竹南門綜合醫院發起台灣第一次醫護人員罷工。10月底，新光紡織士林廠爆發關廠抗爭事件。
1988年，《台灣社會研究季刊》發刊，企圖以學術為主戰場，採取論述干預的方式成立台灣第一份批判性的學術刊物。堅持學術論述須與社會現實緊密結合，而非學究的冥想，因此各期討論主題皆涉及台灣關鍵的社會現實與矛盾，包括民主化、分配政治、全球化、移民／工、階級、性別、國族等。

#### 1989年反撲
1989年春節，在政府與資方聯手有計劃的打壓客運工人的抗爭下，桃園客運、苗栗客運、高雄客運、屏東客運、新店客運等多個地區客運工會，幹部被解僱、拉攏分化員工、被迫簽下傷害權益的團體協約。1989年2月，數十位受害幹部前往勞委會抗議，勞支會、愛生勞工中心、民進黨、工黨、勞權會前往聲援。
1989年3月，在桃園的天主教高隆龐會的馬赫俊神父（Neil Magill）因參與勞工運動，在無預警的情況下直接遭到政府強制驅逐出境，台灣工運團體組成支援馬赫俊神父委員會，到教廷駐華大使館陳情，至立法院、監察院抗議，此後政府驅逐支援工運的外籍人士不得不有所收斂，原本下個驅逐對象是新竹的古尚潔神父（Jose Ellacuria），是為「馬赫俊神父事件」。
馬赫俊神父屬聖高隆龐會，1979年2月受派來新竹，1984年8月在桃園成立天主教愛生中心。出生於愛爾蘭的激進主義家庭，弟弟是愛爾蘭共和軍成員，死於英國監獄。就讀大學時參與各種左派反戰抗議，來台灣前，在韓國佈道，參與當地組織工會運動。
古尚潔神父在新竹市主持新事社會服務中心，70年代開始提供勞工服務。出生在西班牙的激進主義家庭，弟弟在哥倫比亞協助左派工會，遭人用斧頭砍死。在古神父牽線下，自主工聯加入世界勞工聯合會，台灣工運幹部也曾參加過亞洲兄弟工會所舉辦的組訓活動。

#### 遠東化纖罷工事件
1989年5月爆發了遠東化纖罷工事件，導火線是工會領導幹部徐正琨遭到調職，發動者為當時台灣自主工運界的龍頭工會──遠東化纖產業工會。罷工始於5月15日，期間資方派出保全人員，政府則出動了鎮暴警察與水車，強力鎮壓；至5月25日，工廠全面復工，事件遂以工會的失敗告終。徐正焜、羅美文與曾國煤三位重要幹部遭解僱。遠化罷工事件後，多名幹部都在1990年被起訴，幾乎一舉網羅了80年代最活躍的台灣工運人士。遭解僱或起訴的工會幹部及工運人士總數達四百餘人。此事件既是1987－1989年間台灣工潮的高峰，同時也是尾聲。遠化罷工失敗後，台灣工運進入了一段相對萎縮的時期。

#### 勞動黨成立
工黨內部路線爭議，夏潮派出走，1989年3月29日成立勞動黨與勞權會。
新竹縣遠東化纖工會幹部、「夏潮雜誌」知識份子、50年代政治犯等組成，主張社會主義，發展工人運動及其他進步運動（婦女、環保、農民等），反帝、反資本主義、反台獨，要求兩岸最終和平統一。

#### 安強、十全美關廠抗爭事件
1989年10月，安強、十全美關廠抗爭事件，位於高雄市前鎮加工出口區的兩家沒有工會組織的日資鞋廠安強、十全美，僱主在積欠員工兩、三個月工資後失蹤，也未發資遣費、退休金。女工們到了工廠發現鐵門關著，方知老闆已潛逃。該廠女工從10月起進行了數個月的抗爭，至相關部會陳情，並將庫存鞋子拿至台灣大學義賣，更遭到鎮暴警察毆打，工運幹部顏坤泉被抓走。依違反《陸海空交通法》被起訴，上訴後仍被判刑一年十個月，於1992年5月入獄服刑。

#### 曾茂興入獄
1990年，郝柏村出任行政院院長，更強硬主張「嚴辦環保工運農運三類社運流氓」，同年5月，因遠化罷工事件，羅美文、曾國煤、徐正焜、曾茂興、黃文淵、汪立峽、劉庸、李文忠、張鳳等九人事後因「煽動罷工」，遭新竹地方法院依《非常時期農礦工商管理條例》提起公訴。部份工會幹部被資方非法解僱，造成勞工運動很大的阻力。曾茂興很憤怒，認為法官引用早就過時的法案是嚴重失格，他放棄上訴，想讓司法永遠留下一個污點，1992年3月入監服刑，成為解嚴後第一位入獄者的工運人士。
1991年10月統聯客運工會抗爭，12月新營客運抗爭，工會幹部相繼遭到惡意解雇。

#### 女工團結生產線
1991年6月，夏林清教授與一群關心女工姊妹的人，在臺北發起創立「女工團結生產線」，以女性勞工為運動主體，團結女工們的力量，對抗資本家階級與社會性別的雙重壓迫；1994年3月，在高雄設立分部。「女工團結生產線」的服務宗旨是，進行勞工教育，提升女性勞工權益與社會地位；集結女性共同力量，改革對女性勞工不合理的待遇與境況；促進女性勞工自主權，反對性別與階級壓迫，要求社會正義；女性勞工組織化，爭取人的平等權益。幫助不少以女性勞工為主的工會成立，像是嘉隆產業公會、五大產業公會，更在1995年3月7日，發起「反單身‧禁孕條款」的運動，走上街頭陪伴勞工姊妹抗爭。

#### 基隆客運罷工事件與工委會成立
1992年6月，基隆客運罷工事件，基隆客運易主大有客運，引發員工不安，基客工會召開會員大會，向資方提出3項訴求，經2次台北縣勞工局調解失敗，在尋法律途徑無效後，舉行會員大會，投票通過罷工。基客工會抗爭事件完全依照勞資爭議處理法，罷工也獲得政府承認，但是勞方仍然無法捍衛自身權益，凸顯出勞工法令的不足。「工人鬥陣、車拼相挺」的口號即是在基客抗爭中產生。11月12日下午，工委會等工運團體組成「三法一案行動委員會」，推動工人草根立法，發起「1112工人鬥陣大遊行」，鄭村棋擔任遊行總指揮，監督「勞動三法」（《勞動基準法》、《工會法》、《勞資爭議處理法》）修法進度與基隆客運罷工案（簡稱「三法一案」），此次遊行成功迫使勞委會同意與工會團體公開辯論。「三法一案行動委員會」改組為「工人立法行動委員會（工委會）」，也確立工運走向體制內修法抗爭路線。
1992年5月，勞支會改名為台灣勞工陣線，隔年退出三法一案行動委員會。
1993年4月、7月，工委會與勞委會大辯論，迫使勞委會撤回工會法修正案重修。1993年11月12日，秋鬥「工人立法」大遊行，出發前隊伍於七號公園預定地(現名為大安森林公園)舉行了「工殤陣亡勞工追悼式」， 提出為工殤者建立「工殤紀念碑」的訴求，正式將台灣勞工職災問題運動化。提出第一部由工人草擬的「工人版勞基法」。正式將11月12日定名為「工人鬥陣節」，提出「南春鬥，北秋鬥」的主張。

#### 台灣工作傷害受害人協會
1992年，集結來自全台灣工傷者及其家屬組成，發揮自助助人的精神，互相關懷，建立工傷者的連絡網，並以自身的經驗為基礎，組織及行動，促使政府及雇主重視工業安全，預防職災，確保勞工健康。長期進行工傷個案的第一線服務，並組織工傷者進行勞動安全議題的研究、與宣導。

#### 國公營事業民營化與產業民主
在1990年，由於國公營事業民營化問題，也激起國公營事業舉辦反民營化遊行。1991年，公營事業移轉條例修正案通過，正式為民營化政策立法源依據，1993年，銀行界成立了銀行員工會全國聯合會，1994年，台汽公會、郵政工會、中華電信工會、台灣石油工會等27個國公營事業工會又組成公營事業工會聯合會。1995年，電信三法修正案，引發工運團體大規模國會遊說與抗爭，1996年國家發展會議，朝野達成民營化共識。立法院附帶決議，國營事業董監事會應保留專家、學者、員工代表。

#### 產業總工會運動
1994年，9個地方產業總工會相繼成立，並與國公營工會組織聯合，催生了全產總，與政府立場的全總打對台。
在工會法下全國總工會(全總)被認定是唯一全國性總工會，上級幹部長期沒改選與現實勞工脫節。全總內部選舉規則不利於自主工運勢力的工會勝出。自主工運勢力找到了法律體制的漏洞，工會法沒有明言禁止地方產業總工會成立，而核定權力是屬於縣市勞工局，因此只要產業工會彼此串聯，共同施壓地方官員便有可能促成。
1994年4月，台北縣產業總工會成立，為第一個產業總工會，接著在台南縣、高雄縣、宜蘭縣、台北市、高雄市、新竹縣、苗栗縣、台中市等相繼產業總工會。1998年，地方產總組成全國產總總工會籌備委員會。

#### 正大尼龍罷工事件
1995年5月9日，正大尼龍罷工事件起於資方已有意圖關廠的跡象，罷工性質實際上已變成資遣條件的訴求，到12月22日勞資達成初步協議為止共計228天，創台灣解嚴以來罷工期間最長的紀錄。台北縣產業總工會協助整個罷工行動，及各會員工會的支援，發揮了上級工會對基層工會的機能，而舊有的全總－省總－省人纖－縣總等各級工會，對抗爭行動的協助甚少。

#### 勞陣與紅燈左轉
1995年8月，台灣勞工陣線部分成員主張要催生獨立的階級政黨。民進黨提名勞陣秘書長簡錫堦被為不分區立委，引發成員議論，部分堅持組黨的成員出走，出版小冊子《紅燈左轉：工運的路線與實踐》，批判勞陣依附民進黨，這一群成員被稱為紅燈左轉派。

#### 關廠抗爭潮
1996年左右，台灣陸續發生多起紡織、製衣廠惡性倒閉，導致員工退休金與資遣費問題都求助無門，後來數家關廠失業勞工組成「全國關廠工人連線」，簡稱全關連，陸續進行了包括一系列的抗爭活動，其中包括了1996年12月20日由曾茂興帶領聯福製衣工人在桃園的臥軌事件。後來催生了「關廠歇業失業勞工創業貸款」和「關廠歇業失業勞工再就業補助」等關廠相關法令，另外這幾起事件可能也促成或加速了勞退新制及關廠法（後來並未制定，而是改制定大量解僱保護法）的立法。之後各自救會仍繼續分頭抗爭，但幾乎都未能從原僱主手上拿回積欠的款項。

#### RCA事件
RCA是美國無線電公司（Radio Corporation of America）在桃園廠有機化學廢料排入廠區造成土地污染與員工罹癌。1998年7月，RCA桃園廠受害員工籌組「RCA污染受害者自救會」循法律救濟。2004年4月23日，三十多名前RCA桃園廠員工與RCA桃園廠廠址附近居民到臺北地檢署及臺北地方法院提起團體訴訟。

#### 日日春關懷互助協會
1997年9月，時任台北市長陳水扁的掃黃政策擴大至廢除公娼，1997年9月，公娼姊妹在女工團結生產線、粉領聯盟等團體協同下，組成自救會抗爭，走上街頭爭取工作權，並持續長達一年七個月的抗爭。公娼運動引發各種層面的爭辯，使台灣社會首次認真面對性產業複雜且牽連 甚廣的公共政策問題，而不再只是自道德及救援層面看待。 1999年五一勞動節前夕，「台北市日日春關懷互助協會」成立，希望以務實的 態度關注性工作者的工作環境及相關權益問題，並推動「性產業」政策辯論。

#### 國會勞工議題
全民健康保險法]
1994年台灣實施全民健保，工委會提出「工人版健保法」，11月12日秋鬥發動抗議「三不保」遊行，要求全民健保制應朝向社會福利精神設計。
勞保保費分擔比
政府為了在1994年推行全民健保，開始著手修改原有的勞工保險條例，將保費勞資分擔比由2:8，改為4:6，同時提高勞保費率，勞工至少增加2倍負擔。1994年工運團體展開一系列反金權抗爭活動，成功說服立委，將負擔比修正為1:2:7(政:勞:資)。
勞基法納入白領勞工
1995年勞委會的勞基法修正案，希望以擴大適用換取工作日與休假日彈性化、變形工時、減少雇主的退休金支付，1996年12月三讀，確定勞基法一體適用原則在1998年底前施行。
1996年總統大選前夕，在銀行員工會全國聯合會反輔選壓力下，勞委會主委謝深山承諾將銀行業納入，但沒多久跳票，請辭，後續工會展開長達8年的適用勞基法之役，銀行、證券、信合社及保險等金融業才陸續於1997年5月1日後為勞基法指定適用行業。
男女工作平等法
婦女新知基金會多次提出男女工作平等法草案，1990年立委首次提案後，遭遇工商團體強烈反彈。每屆立委改選後，婦女新知基金會再請立委重新提案，仍遭冷凍不予審議，工商團體上書當時的總統李登輝，將此草案斥為逼企業出走的十大惡法之一。1999年婦女節，婦女新知基金會聯合婦運／工運團體舉辦「催生男女工作平等法」送案到立院活動，並委由立委葉菊蘭將法案再度送交立院審議，同年五一勞動節更擴大發起「街頭萬人連署行動」匯集廣大民意，以催生男女工作平等法。直到2001年底立法院三讀通過，訂於隔年國際三八婦女節施行。

#### 社運媒體
《群眾》雜誌（1993年3月-1994年4月）與《群眾之聲》電台（1994年6月～1998年12月），未明確主張社會主義，但關注「階級矛盾」，批判國民黨、財團、美帝、黨國資本主義，也批判民進黨政治人物無法面對財團治國、貧富差距擴大問題。
1997年，苦勞網成立，是一個長期關注台灣社會運動相關訊息的網路媒體，以「運動的媒體，媒體的運動」自許，除與社運團體長期建立關係，作為對外發佈訊息的平台，並自產報導傳遞出主流媒體不感興趣的邊緣聲音，也將媒體本身看作是論述實踐的一部分。在當前社會高度分化，抗爭者多為個別情境所侷限的背景之下，透過實地採訪與報導評論寫作，試圖介入議題並產生連帶，與行動者共同創造出更具有廣度與厚度的批判性視野。

#### 原住民失業問題及原住民失業大軍大遊行
榮工公司於1999年4月以精簡組織為理由終止與六百餘位原住民勞工的契約，並欲引進外勞取代之。台灣原住民族勞工聯盟主張榮工公司此舉為錯誤的行為，應給予這六百餘位員工合理、應得的待遇，台灣勞工陣線及台灣原住民族勞工聯盟等團體並為此到榮工公司演出行動劇以示抗議，惟榮工公司不但拒絕接受抗議書，並要求警方阻止原住民及勞工團體進入榮工公司大樓。因此有勞工代表高喊「榮工公司賣工求榮」的口號已表達憤怒，並轉而向勞委會遞交陳情書。
榮工公司終止與原住民之勞工契約僅為原住民勞工失業之冰山一角。由於政府不斷引進外籍勞工，對本地勞工造成排擠效應，尤其是在都市從事體力勞動的原住民勞工受到很大的影響。總統李登輝對此亦表明須優先解決原住民失業的問題。為此，數十名台灣原住民族勞工聯盟及台灣勞工陣線代表赴總統府陳情請願。並於1999年5月1日的五一勞動節發起原住民失業大軍大遊行。

### 陳水扁政府時期（2000—2008年）
- 政黨輪替後，全總改選也出現變化，隸屬鐵路工會全國聯合會的林惠官獲勝，敗選的侯彩鳳及候派的縣市總工會出走，另外成立「全國勞工聯盟總會」(簡稱全勞總)，而台灣省總工會的吳海瑞，也因為全總改選時的爭議與精省問題，出走另行成立全國聯合總工會(簡稱全聯總)。同年，全產總成為第一個獲官方承認的勞工自發性產業總工會組織，但由於全產總在陳水扁政府時代表現出親政府的立場(84工時議題)，因此2007年，多個主動退出或遭全產總開除的自主工會，又另外成立了「團結工聯」。
- 2000年3月12日，陳水扁承諾2002年實施單週40工時。2000年6月，勞委會主委陳菊，提出「週44工時」的版本，送進立法院，國民黨提出「雙週84工時」甲級動員反制，「雙週84工時」版本三讀通過，預計2001年實施。2000年11月，勞委會主委陳菊再提出「週44工時」修法，以及「緩衝、得勞工同意、視經濟情況調整」等「假84工時」方案，勞團與兩大總工會組成「84工時大聯盟」，展開為期一個月的抗爭，直到12月29日，「雙週84工時」得以施行為止。在鬥爭中，已無暇顧及「雙週84工時」這個過渡性、權宜性的制度，「一次修法、兩階段實施」40工時的本意，隨著新法的實施，它的兩大配套「8週變形工時」與「取消女性加班及夜間工作限制」也正式實施。全產總時任理事長為黃清賢。
- 2000年將家事服務業外勞排除在勞動基準法的保護之外。
- 2000年6月，在國營事業民營化爭議中，立法院通過國營事業管理法修正案，國營事業至少有五分之一的名額，由工會推派勞工董事。
- 2002年勞委會於經發會中決議將外籍勞工基本工資得內含膳宿費，變相壓低外勞整體勞動條件。
- 2003年2月，發生國策顧問劉俠遭心神喪失的印尼監護工薇娜攻擊事件。民團訴求:1.內政部應提供「喘息服務」給家中聘有外勞之重症家庭，以減輕照顧者與重症家庭之負擔；2.勞委會應該研擬「家事服務法」，或是將家事服務工作者納入勞動基準法之保障，以保障家務勞動者之勞動權益。同年成立「家事服務法推動聯盟」(2007年更名為「台灣移工聯盟MENT(Migrants Enpowerment Network in Taiwan)」)。2004年7月，發表工人版《家事服務法》。[21]
- 勞委會在2003年介入全產總理事長選舉，甚至出現溫泉買票傳聞。
- 2003年，勞陣、全國教師會等9個團體組成泛紫聯盟，同年全產總亦加入，欲推動社會福利相關之社會運動，但在2006年即宣告解散。
- 2003年12月28日，第一次移工大遊行「保障外勞人權遊行」，訴求：全面檢討外勞引進制度，保障外勞享有自由轉換僱主的權利、取消人口販賣式現行仲介制度，於勞委會下成立『外勞事務局』，落實國與國直接聘僱政策，杜絕勞動剝削、制定「家事服務法」，保障外勞享有休息及閒暇的權利以及反對廉價外勞政策，取消經建會將外勞膳宿費納入基本工資之決議，保障外勞享有同工同酬的權利。[22]
- 2004年6月11日，勞工退休金條例三讀通過。勞退新制以「個人帳戶年金制」取代「附加年金」社會互保的制度；再將勞工舊制退休金「保留不保障」。
- 2004年，全產總理事長盧天麟接受民進黨不分區立委，後來更出任勞委會主委，引起爭議。
- 2005年8月，在高雄捷運移工宿舍發生外勞因為抗議生活條件太差的集體暴動事件，揭露出外勞管理問題和衍生出的疑似有台灣民意代表及政府官員涉嫌向外勞仲介公司收取佣金、官商勾結等弊案，勞委會主委陳菊辭職下台。（參見高雄捷運外勞弊案）
- 2005年10月，鍾孔炤出任高雄市政府勞工局長，引起爭議。
- 2007年7月19日，多個主動退出或遭全產總開除的自主工會，組成「團結工聯」，為建立一個自主勞工運動的平台，以團結全國產業工人及自主工運力量，促進勞工在政治經濟社會地位上的平等。堅持「不依附政黨，不受政府控制」，以及「堅持獨立自主的群眾抗爭路線」。

### 馬英九政府時期（2008—2012年）
- 2008年全球金融風爆後，政府推行「大專畢業生至企業職場實習方案」以降低失業率。但是造成業界僅以22K任用員工不願意提供更高的薪資僱員，嚴重打擊台灣薪資水準。[23]
- 2010年5月28日，深圳富士康員工墜樓事件，十多個台灣勞工團體，帶輓聯前往鴻海精密公司總部，悼念富士康工人，要求檢討富士康勞動體制，終結殺人的生產線。輓聯內容為『為富豪財勢　耗盡身心健康終成泡影』『為品牌利潤　復出青春年歲竟成幻夢』『血肉何價』。
- 2011年10月，因公司積欠員工薪資，太子汽車工會發動罷工，是台灣第一起汽車業罷工事件[24][25]。
- 2012年，由退輔會成立的榮電公司，因財務問題面臨倒閉，且無力支付員工資遣費及退休金，引發工會罷工及持續多年的抗爭，直到2015年4月才由退輔會編列預算獲得解決[26]。
- 2012年6月，由於公司長年積欠工資，華隆紡織工會發動罷工，最終罷工天數達到101天之長，後續並引發已退休、退職之員工組成華隆自救會，爭取積欠之退休、退職金。
- 2012年9月，行政院長陳沖宣布基本工資之月薪部分，必須達「經濟成長連續二季超過3％或失業率低於4％」之門檻，方可依8月基本工資審議委員會之決議調漲，但2013年因達到「經濟成長連續二季超過3%」門檻，調漲幅度生效[27]。
- 2013年5月25日，成立「宜蘭縣漁工職業工會」，是全國第一個外籍勞工工會。
- 2013年5月31日，亞洲化學公司從去年（2012）7月起片面透過「年節獎金」額度、降低下腳料對職福金的提撥率等勞動條件的調整，亞化工會決議採取行動、發放文宣。公司則陸續約談、寄存證信函給各工會幹部，威脅將控加重毀謗；1月底，工會向勞委會申請不當勞動行為裁決，但並沒有嚇阻資方的打壓，3月初，3名幹部遭令停職、禁止入廠；4月中，3位幹部正式遭到解僱。事件過程中，3月20日，監事楊志明燒炭自殺，6月7日，理事長劉鴻儀急性心肌梗塞過世，同日不當勞動裁決出爐，亞化工會勝訴。[28]
- 2013年8月基本工資審議委員會後，由於政府希望避免年度基本工資審議造成的勞資爭端，因此設下「消費者物價指數年增率」累計達（含）3%以上，才能再度召開基本工資審議會的門檻。[29][30]，隔年則以1至7月食物類物價指數年增率已達4.27%為由，仍決議召開。
- 2013年12月，高速公路收費改為計程收費，但高公局及遠通電收未妥善安置國道收費員引起收費員不滿，引發中華民國國道收費員抗爭事件。
- 2014年3月，勞動部宣佈不再上訴關廠工人案，讓勞工與政府爭論18年的全國關廠工人連線抗爭事件劃下句點。[31]行政院長江宜樺在立法院首度明確表示，對於民國101年以前當時已依約還錢者，基本上也會採取同樣的原則進行退款[32]。
- 2014年8月25日，基本工資審議委員會7名資方委員拒絕出席，僅派2人列席，創下基本工資審議委員會首例。[33]
- 2014年8月，由於年代集團收購壹電視後，大幅修改勞雙方責任義務，壹電視工會取得罷工權。
- 2015年1月，網路媒體《焦點事件》成立。
- 2015年，永豐餘的子公司元太科技收購南韓Hydis公司後，決定關閉生產線，導致Hydis公司員工跨海來台展開關廠抗爭。
- 2015年5月，華航集團旗下的華潔洗滌公司工會發動罷工，並提出非工會會員不得享有同等談判結果的「反搭便車條款」。
- 2015年6月，教育部與勞動部頒布相關辦法，要求學校將兼任助理分為「勞雇型」及「學習型」，其中勞雇型需提撥勞退金和投保勞保，並自9月起實施。此舉引發多間大學大幅縮減助理及工讀人力，其中政治大學因宣佈減少4000名工讀人力，而引發較大的爭議[34]。
- 2015年10月，苗栗縣政府宣佈為節省開支而大幅裁減約聘雇及臨時人員，其中約聘僱人員435人全部於11月底解聘[35]，後續亦引發抗議行動[36]。
- 2015年10月8日，由40多個工運團體、學生團體彼此串連成立2016工鬥連線。提出「五鬥一案」：五鬥是「年金鬥基本保障」、「長照鬥老殘安養」、「約聘僱鬥正規聘僱」、「醫護消鬥全民健康」、「勞動者鬥政治罷工」，一案是「解決國道關廠案」。全國關廠工人連線祕書盧其宏說，台灣勞工多年來面臨「年金修惡」、「血汗長照」、「非典聘僱」、「醫護消防超時過勞」及「勞權箝制」等錯誤政策壓迫，並未因政黨輪替而得到改善；2016年中華民國總統選舉，等著勝選的民主進步黨與陷入內鬥的中國國民黨至今均未對上述爭議提出任何具體政策；故在倒數百日之際，工會與勞團集結自救，發起「2016工人鬥總統」爭取勞工應有的權益
- 2015年12月，南山人壽工會發動罷工，為台灣首例壽險業罷工事件[37][38]。
- 2016年1月，由於公司積欠員工加班費，臺灣高鐵工會揚言將於農曆春節「依法休假」，而後因勞資協商結果而取消。
- 2016年1月，大眾銀行工會通過罷工投票並準備罷工，後因勞資協商結果而取消罷工[39]。
- 2016年1月，馬英九政府將法定工時由雙週84小時減為單週40小時，但配套修正勞基法施行細則「砍七天假」引起勞工團體反彈而未能通過，5月蔡英文政府執政後，為此配套積極推動「一例一休，砍假七天」，並同時增加補休天數及加班費，引發朝野及勞資雙方多次表示意見及紛爭，最終在2016年12月完成修法[40]，但在施行後仍持續引發各方爭議。
- 2016年2月，合正科技於春節後開工日發動罷工，18小時後完成勞資協商[41]。

### 蔡英文政府時期（2016—2024年）
- 2016年5月上任，推動「一例一休，砍七天假」。2016年5月24日，蔡英文政府首任勞動部部長郭芳煜接受《聯合晚報》專訪時表示，會先恢復七天國定假日，並於一個月內馬上提出《勞動基準法》修正案，於第36條明定勞工每七天應休二天；另修訂第37條，將目前勞工紀念日由勞動部訂定規定，回歸事業主管機關訂定，亦即由內政部統一規定，屆時全國同享周休二日，國定假日也全國一致。台灣勞工陣線理事長廖蕙芳延攬入閣。
- 2016年6月，華航爆發空服人員罷工，為台灣史上首次航空業空服員罷工，迫使華航於2天內取消共計112航班。(2016年中華航空空服員罷工事件)
- 2016年9月，台化公司彰化廠的3座汽電共生設備因彰化縣政府不許可展延而停機，引發台化工會至縣府抗爭訴求環保勞權雙贏[42]。
- 2016年10月，《就業服務法》修正關於移工每三年需出國一日規定，但也引發仲介團體不滿[43][44]。
- 2016年10月23日，青年團體與勞團於立法院前，發起「青年爭勞權，圍攻資進黨」行動，遊行至民進黨中央黨部送上「資進黨」的匾額。訴求：一、國定假日十九天，一天都不能少！二、拒絕以一例一休、特休假作為砍價的交換條件！三、政府應加強勞檢，落實勞工權益！
- 2016年10月25日，2016工鬥連線與其他勞工團體合組「123大聯盟」，於本日發動三千人遊行，反對砍除勞工七天國定假日。
- 2016年11月13日，蔡英文破例在總統官邸接受《台灣蘋果日報》專訪，對於一例一休爭議引發2016工鬥連線絕食抗議，她說，「對民進黨來說，這是有史以來最痛苦的事，非常痛苦，因為中小企業也是民進黨長期夥伴」，「勞工本就是我們民進黨心裡最軟的那塊」
- 2016年11月，復興航空無預警宣布解散，並隨即違法大量解僱員工，引發勞資爭議[45]。
- 2016年11月12日，隸屬於工人國際委員會的國際社會主義前進正式成立。
- 2016年12月6日，在立法院正進行《勞動基準法》修正案表決時，台北市政府警察局出動1018名警員維護立法院周邊安全，並保護立法委員進出立法院的安全，此外第一次使用「鐵馬」作為路障器材。同日，歷經六個小時的朝野協商，以60人贊成40人反對完成二讀，立法院院長蘇嘉全搶回議場主席台，宣布《勞動基準法》相關修正案三讀通過[6]，明訂施行一例一休，自2017年1月1日實施刪除七天假。
- 2017年1月，臺鐵產業工會發起春節除夕至初三「依法休假」，但隨即遭臺鐵以曠職處分，因而引發後續抗爭。
- 2017年2月，一起死傷慘重的遊覽車事故，引發了客運司機可能過勞駕駛之討論[46]。
- 2017年4月13日，工鬥團體宣示發起「英派革新攏係假，工人行腳拚未來」行腳活動，從高雄勞工公園出發，一路向北將經過18個站點，預計4月30日抵達凱道，銜接5月1日的五一大遊行，反對年金修法「多繳、少領、延後退」，爭取勞工退休基本保障21,009元。
- 2017年5月，遠東航空因資遣等勞資爭議，引發空服員聯合請假事件，兩航班也因此取消。
- 2017年5月15日，國道收費員自救會發動「舉牌、苦候」行動，在凱達格蘭大道旁紮營，每天上午高舉「履行協議」立牌繞行總統府前的公園路口，要求蔡英文政府履行國道收費員補償方案協議。國道收費員自救會會長孫秀鑾說，蔡英文政府曾經與自救會簽署此協議，但蔡英文政府至今沒有履行此協議，自救會將會堅持抗爭到底[47]。
- 2017年7月，尼莎颱風登陸台灣，長榮航空500多名空服員集體依法向公司申請休「天災假」，約50個航班取消[48]。
- 2017年8月31日，越南籍移工阮國非在新竹縣遭警方近距離開9槍致死，遭社會各界質疑執法過當，移工團體和家屬不斷要求調查真相並檢討警方過失。警方以「偵查不公開」為由，拒絕提供現場影像紀錄，直到媒體報導了救護車行車紀錄器影像，才得知現場狀況。9月20日，移工團體偕同阮國非的家屬赴總統府陳情。
- 2017年10月，勞動部舉行記者會預告勞基法修正方向，去年一例一休之修法不到一年又再次修法顯得倉促，勞工團體認為該修法方向將造成勞權大幅倒退[49]。
- 2017年11月，發生普來利公司所經營的Homebox桃園店因關店爭議，工會發起罷工，合法罷工首日5名罷工者遭警方逮捕，移送地檢署後無保請回。警方宣稱因現場顧客堅持提告才進行拘捕，過程中並造成一名員警受傷[50]。
- 2017年11月27日，一例一休再修法前夕，台灣勞工陣線系統的勞動部政務次長廖蕙芳請辭獲准，前臺北市政府秘書長蘇麗瓊接任勞動部政務次長。
- 2017年12月1日，「功德院行動」，行政院周遭相關路線的公車站牌，路牌、捷運站指標，被青年團體改成功德院，諷刺賴清德院長說「消防員捕蜂捉蛇是做功德」、「照服員的功德說」。
- 2017年12月3日，青年團體在行政院前舉辦「過勞大悲功德大法會」，號召青年現場落髮「剃度做功德」，朗誦「清德老君勞基法功德經」，焚燒金童玉女，藉由諷刺的手法抗議《勞基法》修惡。
- 2017年12月23日，勞團發起反修勞基法大遊行，萬人佔領行政院前路口，晚上尚未離開的群眾在台北市街頭展開游擊行動，到了午夜有意解散的部分群眾被警方圍困在台北車站直到被警方「丟包」。
- 2018年1月10日，蔡政府強勢通過勞基法修正案。（見一例一休再修）通過原政院草案中，第24條「休息日加班費由『做一給四、做五給八』改為核實計算」、第32條「單月加班時數上限54小時，每三個月不得超過138小時」、第34條「輪班間隔由11小時縮減為8小時」、第36條「鬆綁『七日需有一例假』之規定」、第38條「特休假可遞延至次年，次年度未休完再補發工資」，此外，又增訂第32條之1「加班費換補休，依一比一計算」，修正條文於今年（2018）3月1日起施行。
- 2018年1月19日，美麗華工會認為集團所屬高爾夫球場結束營運解僱多名工會員工是打壓工會行為，通過罷工投票後發起罷工。
- 2018年1月31日工運/社運/學生等團體，組成「勞權公投聯盟」，發起以勞動者為主體的兩項勞基法公投案：一、制訂「國定假日法」，保障全國勞工及軍公教人員，每年有不少於十九天之國定假日；二、廢止2018年1月10日立法院三讀通過之勞動基準法部份條文修正案。
- 2018年4月22日，桃市產總在桃園發起第一場勞權公投遊行，從桃園火車站沿路掃街步行至內壢火車站。
- 2018年5月5日，由全台各地工人、工會幹部、白色恐怖受難者、社運人士組成的新政黨「左翼聯盟」宣告正式成立，將推動社會主義政治理念，共同挑戰台灣的資本主義體制。
- 2018年5月19日 ，桃市產總發起第二場勞權公投遊行，從中壢火車站出發，並掃街繞行市區。
- 2018年5月23日，新北市林口幸福高爾夫球場（佳福育樂事業公司）的桿弟，在2017年3月組成工會後，14名成員被解僱，工會在4/10罷工；5/23，希望恢復工作權，要求公司承認僱傭關係、加保勞健保與發給年終獎金。勞動部裁決確認公司為「不當勞動行為」，並認為桿弟與球場間，屬「僱傭關係」，非「承攬」、「委任」。
- 2018年5月31日，中華航空企業工會於第10屆第2次會員代表大會，以82%的支持度通過決議由工會秘書長朱梅雪代表參選2018年桃園市長。[51]
- 2018年6月3日，消防、工會、移工、環保等等多個團體發起「敬鵬大火聯合遊行」，起因於4月28日敬鵬工業平鎮廠火災造成6名消防員、2名移工死亡，遊行至勞動部、內政部、行政院前提出移工「廠住分離」、速修《消防法》、環境資訊公開、化學物質統一管理等。
- 2018年6月10日，台灣第一個由家務移工組成的工會「桃園市家庭看護工職業工會」，要求「七休一」的權利。
- 2018年6月12日，美國在台協會（AIT）內湖新館舉行落成典禮，左翼聯盟等左派團體在場外抗議，喊出「要民生，不要戰爭」等口號。譴責蔡英文政府大幅刪減國內的社福與公共服務預算、以舉債、出售國土、國公有企業釋股等方式編列特別預算、向美國大量採買軍火。[52][53][54]
- 2018年6月20日，越南河靜鋼鐵廠污染兩年(2016年越南海產異常死亡事件)，民團赴台塑股東會抗議。
- 2018年6月23日，勞權公投聯盟發起「勞權公投大車隊：阻擋第三次修法」，從凱達格蘭大道出發遊行至台北市美國商會。
- 2018年6月24日，桃市產總發起第三場勞權公投遊行，於埔心火車站出發沿路掃街至楊梅火車站。
- 2018年6月30日，勞權公投聯盟發起全台聯合擺攤活動，在基隆、台北、新北、宜蘭、桃園、新竹、台中、彰化、雲林等地。
- 2018年8月7日，桃園市機師職業工會舉行罷工投票結果，分屬長榮航空及中華航空的機師均取得合法罷工權。後雙方均與資方展開協商，暫緩罷工。
- 2018年10月23日，台灣富士全錄因裁員影響，經投票取得罷工權後發動罷工[55]。
- 2019年2月，桃園市機師職業工會因勞資協商破裂，決議重啟罷工華航爆發機師人員罷工，華航分會於2月8日凌晨6時起罷工為，台灣史上第二次航空業罷工。(2019年中華航空機師罷工事件)
- 2019年5月，桃園市空服員職業工會發起罷工投票，6月7日通過長榮分會投票門檻，後勞資協商於6月20日宣告破裂，自當日16時起開始罷工長榮航空爆發空服人員罷工，台灣史上第三次航空業罷工[56]。（2019年長榮航空空服員罷工事件）
- 2022年5月1日，台灣鐵路工會因不滿政府強推臺灣鐵路管理局公司化，於五一勞動節依法集體休假，當日列車因此全數停駛。（2022年臺灣鐵路工會依法休假事件）

## 知名罷工示威活動

### 定期性
- 台灣勞工遊行列表

### 重大事件
- 2011年太子汽車工會罷工事件
- 2012年華隆罷工
- 2015年南山人壽罷工事件
- 2016年中華航空空服員罷工事件
- 2017年普來利Homebox罷工事件
- 2019年中華航空機師罷工事件
- 2019年長榮航空空服員罷工事件

### 新聞來源
1. 1 2 3  被列入台灣左派工運史上所謂的「三派一支」。
2. ↑  吳榮元. 當民族統一碰上工運……. 自立早報. 1993-05-03: (5)
3. ↑  .   [2014-05-12]. （原始内容存档于2014-11-29）.
4. ↑  蔣闊宇. . 蒼梧之野. 2017-06-15  [2018-06-22]. （原始内容存档于2020-08-20）.
5. ↑  . gushi.tw.   [2018-06-22]. （原始内容存档于2019-06-07） （中文（臺灣））.
6. ↑  文宣處. . 台灣石油工會.   [2018-06-22]. （原始内容存档于2020-09-29） （中文（臺灣））.
7. ↑  〈臺灣新竹地方法院檢查處檢察官起訴書（77年度偵字第4118號）〉 （页面存档备份，存于）[A_0009_0001_001]，收錄於臺灣法實證研究資料庫，法律文件資料庫。[2020/02/12]
8. ↑  〈臺灣新竹地方法院刑事判決（78年度易字第37號）〉 （页面存档备份，存于）[A_0009_0001_002]，收錄於臺灣法實證研究資料庫，法律文件資料庫。[2020/02/12]
9. ↑  〈臺灣高等法院刑事判決（78年度上易字第5189號）〉 （页面存档备份，存于）[A_0009_0001_003]，收錄於臺灣法實證研究資料庫，法律文件資料庫。[2020/02/12]
10. ↑  .   [2014-05-12]. （原始内容存档于2012-05-10）.
11. ↑  .   [2014-05-12]. （原始内容存档于2014-05-12）.
12. ↑  . women.nmth.gov.tw.   [2018-06-23]. （原始内容存档于2020-08-20） （英语）.
13. ↑  . 生命力新聞. 2014-06-05  [2018-06-23].[]
14. ↑  . tavoi.myweb.hinet.net.   [2018-06-23]. （原始内容存档于2018-06-23）.
15. ↑  . coswas.org.   [2018-06-23]. （原始内容存档于2020-02-20） （美国英语）.
16. ↑  . www.bankunions.org.tw.   [2018-06-22]. （原始内容存档于2020-10-20） （中文（繁體））.
17. ↑  . taiwan.yam.org.tw.   [2018-06-22]. （原始内容存档于2019-12-29）.
18. ↑  . 公民行動影音紀錄資料庫. 2017-01-26  [2018-06-22]. （原始内容存档于2020-10-30） （中文（臺灣））.
19. ↑  〈勞陣譴責榮工公司大量解雇原住民勞工〉 （页面存档备份，存于）[C_0006_0016_0008_0001]，收錄於臺灣法實證研究資料庫，法律文件資料庫。[2020/01/11]
20. ↑  〈勞陣針對原住民失業問題府前抗議後續新聞稿〉 （页面存档备份，存于）[C_0006_0016_0008_0002]，收錄於臺灣法實證研究資料庫，法律文件資料庫。[2020/01/11]
21. ↑  . TIWA台灣國際勞工協會. 2006-11-19  [2018-06-23]. （原始内容存档于2020-10-25） （中文（臺灣））.
22. ↑  . 苦勞網. 2011-03-10  [2018-06-23]. （原始内容存档于2020-08-20） （中文（繁體））.
23. ↑  別再汙名化22K了 （页面存档备份，存于）,2012.09.17 作者章忠信
24. ↑  . 蘋果日報. 2011-10-12  [2014-10-22]. （原始内容存档于2017-06-28）.
25. ↑  陳嘉恩. . 蘋果日報. 2012-01-18  [2014-10-22]. （原始内容存档于2017-06-28）.
26. ↑  . 公視新聞. 2015-04-16  [2017-02-13]. （原始内容存档于2020-11-29）.
27. ↑  鐘聖雄. . pnn公視新聞議題中心. 2012-09-27  [2017-02-13]. （原始内容存档于2017-02-13）.
28. ↑  .   [2018-06-17]. （原始内容存档于2020-08-20）.
29. ↑  . 今日新聞網. 2013-08-28  [2013-08-28]. （原始内容存档于2013-09-27）.
30. ↑  徐珮君. . 蘋果日報. 2013-09-24  [2017-02-13]. （原始内容存档于2017-02-13）.
31. ↑  潘世偉辭准 爭勞工權益值肯定 （页面存档备份，存于）,中央社,2014.07.24,記者張茗喧
32. ↑  .   [2014-08-09]. （原始内容存档于2014-03-14）.
33. ↑  今審基本工資 5資方拒出席 （页面存档备份，存于）,2014.08.25 蘋果日報
34. ↑  林秀姿、許俊偉. . 聯合報. 2015-07-29  [2015-11-25]. （原始内容存档于2020-11-30）.
35. ↑  . 自由時報.   [2015-11-25]. （原始内容存档于2020-11-30）.
36. ↑  張勳騰. . 自由時報. 2015-10-24  [2015-11-25]. （原始内容存档于2020-11-30）.
37. ↑  王顥中. . 苦勞網. 2015-12-09  [2015-12-11]. （原始内容存档于2015-12-14）.
38. ↑  廖千瑩. . 自由時報. 2015-12-22  [2015-12-22]. （原始内容存档于2015-12-22）.
39. ↑  宋小海. . 苦勞網. 2016-01-31  [2017-02-13]. （原始内容存档于2020-06-25）.
40. ↑  . 焦點事件. 2016-12-06  [2017-02-13]. （原始内容存档于2020-09-20）.
41. ↑  宋小海. . 苦勞網. 2016-02-16  [2017-02-13]. （原始内容存档于2019-05-02）.
42. ↑  王顥中. . 苦勞網. 2016-10-15  [2017-02-20]. （原始内容存档于2020-10-19）.
43. ↑  台灣國際勞工協會. . 報導者.   [2017-02-20]. （原始内容存档于2020-09-30）.
44. ↑  顏辰州、楊柏玨. . 民視新聞. 2016-10-21  [2017-02-20]. （原始内容存档于2017-02-20）.
45. ↑  . 自由時報. 2016-12-19  [2017-02-20]. （原始内容存档于2020-11-30）.
46. ↑  . 蘋果日報. 2017-02-15  [2017-02-20]. （原始内容存档于2017-02-20）.
47. ↑  王顥中. . 苦勞網. 2017-05-15  [2017-05-29]. （原始内容存档于2017-05-20）.
48. ↑  黃怡菁; 陳保羅. . 公視新聞網. 2017-07-30  [2017-11-27]. （原始内容存档于2020-10-24）.
49. ↑  戴祺修. . NOWNEWS. 2017-11-01  [2017-11-27]. （原始内容存档于2017-11-27）.
50. ↑  林師民. . 蘋果日報. 2017-11-25  [2017-11-29]. （原始内容存档于2017-12-01）.
51. ↑  . 苦勞網. 2018-05-31  [2018-07-10]. （原始内容存档于2020-08-20） （中文（繁體））.
52. ↑  . 苦勞網. 2018-06-11  [2018-07-10]. （原始内容存档于2020-08-20） （中文（繁體））.
53. ↑  . 苦勞網. 2018-06-12  [2018-07-10]. （原始内容存档于2020-08-20） （中文（繁體））.
54. ↑  . 國際社會主義前進 International Socialist Forward. 2018-07-10  [2018-07-10]. （原始内容存档于2020-09-28） （中文（臺灣））.
55. ↑  王顥中. . 2018-10-23  [2018-11-05]. （原始内容存档于2020-08-20）.
56. ↑  賴文萱. . ETtoday. 2019-06-20  [2019-06-20]. （原始内容存档于2020-10-31）.

### 其他來源
- 後期文協指導下的勞工運動 （页面存档备份，存于）
- 勞工運動(章)總論 Labor Movement （页面存档备份，存于）
- 台灣勞工運動簡史 1920～1999
- 台灣勞工史 > 1900 - 1949(高雄市勞工博物館)
- 台灣工友總聯盟 （页面存档备份，存于）
- 台灣工運領袖類型分析（页面存档备份，存于）
- 成為組織者：工運組織者的職涯與運動實踐